# Kamień Wielki
Kamień Wielki – wieś w Polsce położona w województwie lubuskim, w powiecie gorzowskim, w gminie Witnica.
W latach 1954–1958 wieś należała i była siedzibą władz gromady Kamień Wielki, po jej zniesieniu w gromadzie Kamień Mały. W latach 1975−1998 miejscowość administracyjnie należała do województwa gorzowskiego.
W miejscowości działało Państwowe Gospodarstwo Rolne w Kamieniu Wielkim.
Znajduje się tu Dom Pomocy Społecznej, park, świetlica, szkoła i koło gospodyń wiejskich i chór "Canto".

## Historia
Wieś należąca od roku 1100 do Odrowążów. Zbudowali tu zamek, który w wieku XVIII został przebudowany.

## Zabytki

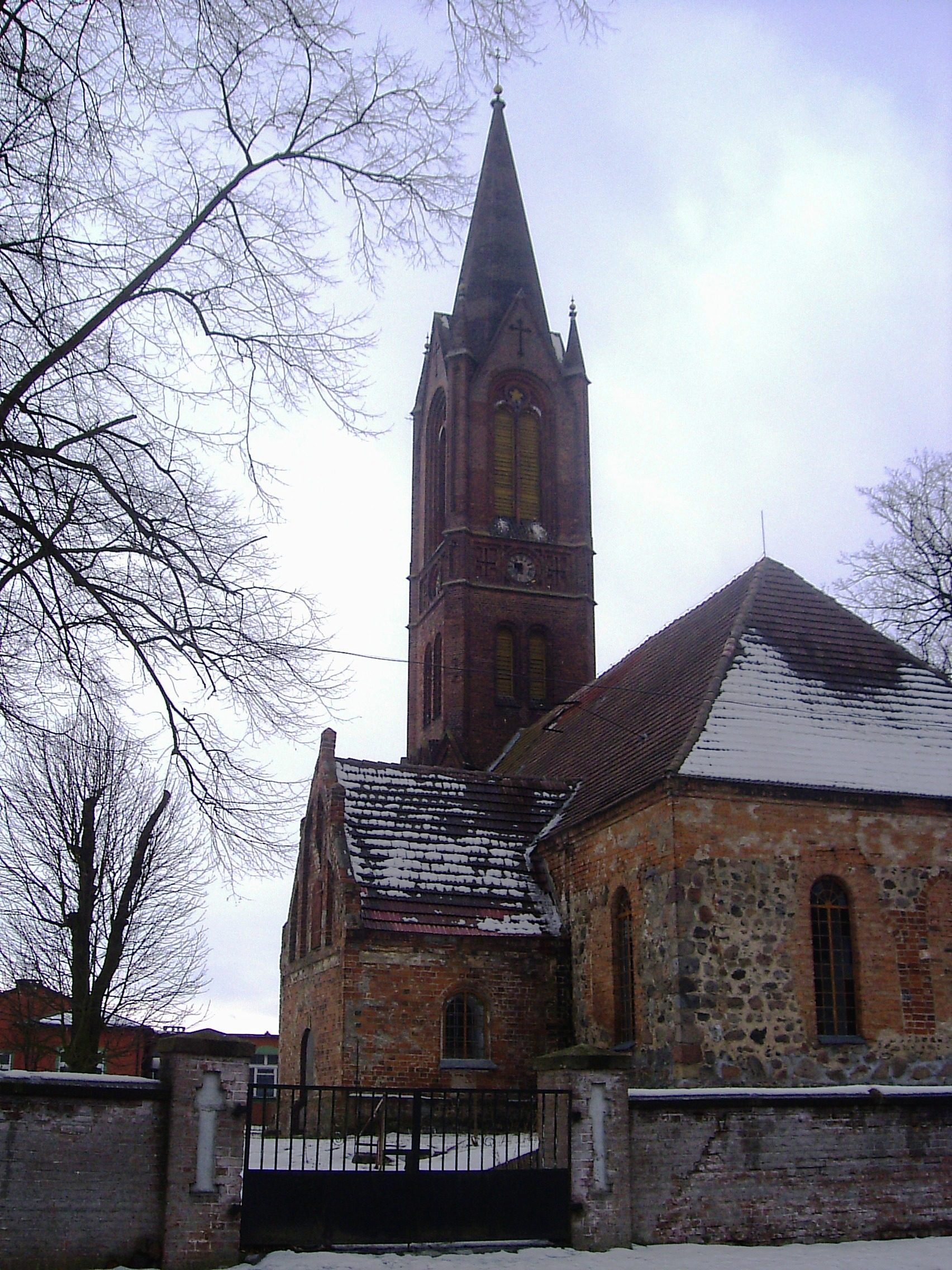
Kościół św. Antoniego

Do wojewódzkiego rejestru zabytków wpisane są:
- kościół par. pw. św. Antoniego, z XV/XV w., XIX w.[7]
- zespół pałacowy, ob. dom opieki społecznej:
  - pałac, neoklasycystyczny z XVIII –XIX wieku wybudowany na miejscu starszego XVII wiecznego[8]
  - park dworski w stylu krajobrazowym założony w 1834 r. przez P. J. Lennego.